# Casa de Jacob
La Casa Cural de Jacob de Belén o simplemente Casa de Jacob, es la sede del actual despacho parroquial y rectoría del Santuario de Nuestra Señora de Belén que se encuentra anexo en su costado norte. El edificio de claustro se haya emplazado sobre la cima de la colina de Belén (como parte de los cerros orientales de Popayán que son parte de la frontera de la ciudad) ubicada hacia el extremo oriente del centro histórico de la capital del departamento del Cauca en Colombia
Es un pequeño claustro que destaca de entre todos los que cuenta el centro, por ser el único recinto conventual que aún conserva uno de sus usos originales para el que fue construido en un inicio, el fungir como sacristía y despacho del cura párroco del santuario. Además también se distingue por  nunca haber sido expropiado por el estado, tanto durante la guerra de independencia como por la Ley de Desamortización de las Manos Muertas de 1863.

## Historia

### SigloXVII
A mediados del siglo XVII, los habitantes cercanos al cerro que hoy conocemos como Belén, en el sector de Altozano, solían subir durante la Navidad por un sinuoso camino de tierra que ascendía hasta la cima de un monte, el cual comenzó a llamarse "Los Quingos", un nombre derivado del quechua, legado del breve paso del Imperio Inca por las tierras suroccidentales de Colombia.
En ese entonces, solo existía una pequeña choza de palma en lo alto de la colina, donde los vecinos del lugar se reunían antes de iniciar el novenario de la Natividad de Cristo y preparaban un modesto nacimiento, también conocido como pesebre. Esta tradición fue llevada a la ciudad gracias a los franciscanos, establecidos al otro lado del centro y de la calle 4.
Posteriormente, un rico mercader y artesano liberto llamado don Juan Antonio Velasco, quien habría sido un esclavo del párroco de Almaguer, población ubicada al sur de la provincia de Popayán, quien tras haber conseguido su libertad y valiéndose de sus dotes comerciales y astucia pudo escalar puestos hasta ser una de las personas más adineradas y acaudalas de la región, eligiendo a Popayán como su residencia y centro de poder ubicándose en una opulenta casona en la Carrera 5 (Conocida como Calle de Las Monjas o El Empedrado). Después contrajo nupcias con doña Gerónima de Velasco y Noguera forjando una unión muy fuerte y devota.
Llegado el año de 1679, el matrimonio adquirió el terreno donde se emplazaba la choza del pesebre y el muy ilustre señor obispo don Cristóbal Bernaldo de Quirós les dio la licencia necesaria para levantar un templo en ese sitio, comenzando las obras en 1681 colocándose la primera piedra en 1 de septiembre de ese mismo año por el obispo, no siendo finalizado hasta 1689 y consagrada bajo la advocación de Nuestra Señora de Belén, una elaborada imagen traída de Quito en el siglo XVII, estableciéndose el 25 de febrero de 1687 una cofradía dedicada a su cuidado y propagación (hoy en día se llama Junta de Nuestra Señora de Belén). 
Es aquí cuando al ver la necesidad de tener una congregación encargada en el mantenimiento y regencia del nuevo santuario, por lo que se decide construir un pequeño claustro sencillo de bahareque y teja para los padres de la Orden Carmelita, que desde ese entonces se conoció ese recinto como ''Casa de Jacob'' por los vecinos de la colina, en memoria del antiguo patriarca Jacob, del cual se sabe desciende Jesucristo en la genealogía descrita en el evangelio de San Mateo.

### SigloXVIII
Por desgracia durante el terremoto de 1787, cuando el templo aledaño de Belén colapsó también se vio afectado el claustro, por lo que fue necesaria su reconstrucción, solventada por el ilustre don José Beltrán, hijo de uno de los benefactores más importantes del templo, don Francisco Beltrán de la Torre, por lo que se levantó y se reforzó tanto la iglesia como la Casa de Jacob ornamentándolos más, a este punto el reconocido cantero Miguel Aguilón realizó la icónica gran cruz en piedra al lado noroccidental de la fachada del santuario, siendo terminada para la Semana Santa, inaugurada en el año de 1789.

### SigloXIXy Leyenda de la Maldición de Popayán
Con el fin del dominio del Imperio Español y la llegada de la era república con la guerra de independencia, fue en especial durante este último periodo que el rico mobiliario del templo y el convento junto con los de los otros del centro fueron saqueados y hurtados por Antonio Nariño, además de que poco a poco las diversas órdenes religiosas fueron expulsadas por el gobierno de la ciudad.
Fue en 1863 un año significativo en este proceso cuando el presidente payanes Tomás Cipriano de Mosquera ordenó la enajenación de todos los bienes eclesiásticos y el exilio de todos los religiosos, entre ellos los padres carmelitas que perdieron la custodia de la capilla y tuvieron que abandonar la Casa de Jacob, quedando en manos de la diócesis de Popayán el cuidado del recinto quienes continuaron usando el claustro como casa del cura párroco mientras este regentaba el santuario.
Durante estos tiempos de persecución en la iglesia, es que toma lugar la famosa leyenda de la maldición de Popayán que se dice que tuvo lugar en la Curia Arzobispal  o en la Casa de Jacob, siendo esta última la más probable y que tienen de protagonista la Cruz de Belén:

Se narra que a mediados del siglo xix se llevó a cabo la denominada Desamortización de manos muertas, un proyecto de ley aprobado por el payanés Tomás Cipriano de Mosquera y llevada a cabo en el año de 1863, razón por la que durante ese tiempo la comunidad de padres carmelitas había huido de Popayán con sus bienes que tenían, dejando atrás los edificios santos que tenían a cargo, es por esto que la Diócesis quien era regida por Carlos Bermúdez Pinzón, pupilo del desterrado hermano del presidente Joaquín Mosquera, se hizo con la custodia de Belén pero justo en ese momento estaba en curso la guerra de las escuelas, así que durante un estado de sitio, el obispo habitaba en la Casa de Jacob pero ya se había planeado una conjura en su contra por parte de los liberales que se llevó a cabo la noche del 4 de febrero de 1877 cuando varios hombres armados arribaron al santuario y sacaron a la fuerza al religioso ante la indignación de varias damas patojas, a causa de los malos tratos y la violencia de sus captores, Bermúdez divisó la cruz de piedra y exclamo la siguiente maldición sacudiendo su sandalia en el suelo Maldigo a esta ciudad, cuna de masones y enemigos de Dios…ni el polvo de este lugar me lo llevó... El día que la cruz de la iglesia de Belén caiga, los muertos saldrán de sus tumbas y Popayán se acabará, posteriormente fue exiliado a Chile. Esta premonición se hizo muy famosa con el terremoto de 1983 cuando casi toda la cruz colapsó, menos por una parte del mástil, se piensa que si se hubiera derruido del todo, Popayán hubiera dejado de existir.

En 1827, un nuevo movimiento sísmico volvió a destruir la capilla y el claustro, por lo que por iniciativa del presbítero Avelino Pérez quien para ese momento fungía como capellán de la iglesia volver levantar el templo, por lo que se sirvió de las caritativas limosnas y donaciones de los visitantes y peregrinos ayudadas a reunir por el síndico Cruz Sanchez para cumplir con este propósito. Se contactó con el conocido arquitecto payanes don Adolfo Dueñas para realizar los diseños y dirigir las nuevas obras, levantado un nuevo complejo sacro inspirado en el Castel Nuovo en la ciudad de Nápoles fue una clara inspiración para el aspecto final de la iglesia. Además de resaltar que los pináculos de los torreones fueron tomados de los existentes en el Castillo de Sully-sur-Loire en Francia que sirvieron como modelos.

### SigloXX - XXI

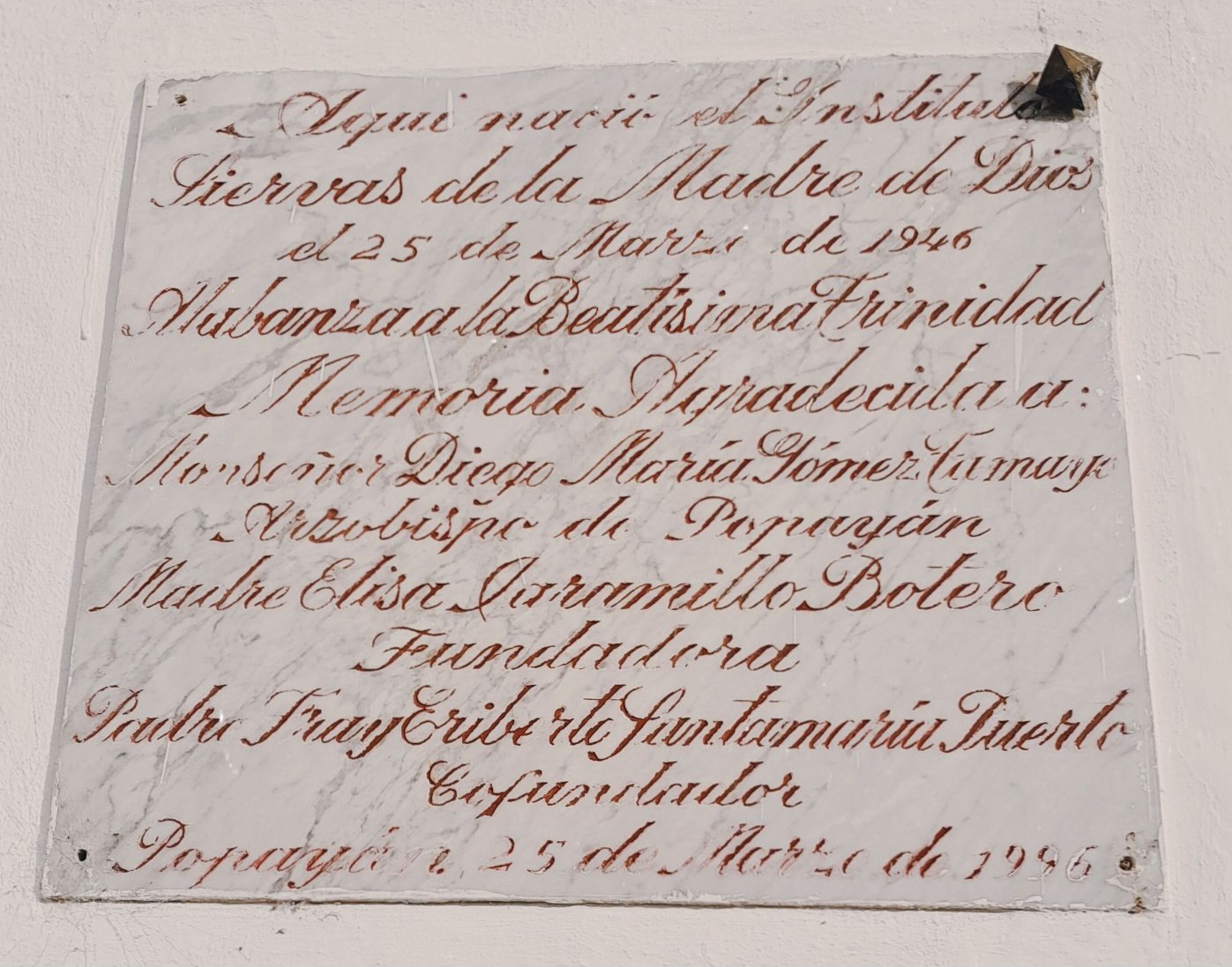
Placa en la fachada de la Casa de Jacob

Ya entrado el siglo XX, hacia el año de 1953 la arquidiócesis cede la custodia de la Casa de Jacob a la comunidad de los Sacramentinos, sin embargo su paso por Belén fue fugaz y fueron sucedidos por la Orden de Santa Clara y permanecieron bajo la regencia del Santuario, sin embargo el 6 de febrero de 1967, un sismo destruyó la iglesia y el conjunto hechos por Adolfo Dueñas, por lo que fueron rediseñados por el arquitecto Guillermo Collazos Rubio, con un claustro de un solo patio y una iglesia de una sola nave en forma de cruz.
El conjunto del santuario de Belén con la Casa de Jacob fueron declarados junto a todo el centro histórico como Monumento Nacional de Colombia, por medio de la ley 163 del 30 de diciembre de 1959.
Durante este periodo también en la casa de Jacob nació el Instituto de las Siervas de la Madre de Dios el 25 de marzo de 1964 por gestiones de la madre fundadora Elisa Jaramillo Botero y el cofundador padre Fray Eriberto Santamaría Puerto con el apoyo y mediación del arzobispo Diego María Gómez Tamayo, siendo actualmente conmemorado este hecho con una placa en la fachada del claustro.
El 31 de marzo de 1983 cuando otro devastador terremoto averió la iglesia y las paredes de la casa, de las cuales se formaron grietas profundas que comprometían la estabilidad del claustro, por lo que por su seguridad las clarisas abandonaron la Casa de Jacob, retornando la propiedad al arzobispado.
El actual arzobispo emérito de Popayán, monseñor Iván Antonio Marín López fue designado como cura párroco de Santuario de Belén tras su renuncia en el año 2018, cumpliendo este cargo desde entonces.

## Características arquitectónicas
Es un edificio es de estilo neocolonial de una planta y dos patios centrales, cuenta en su fachada occidental a su lado izquierdo con una hornacina coronada por una espadaña de un arco, todo elaborado en piedra. Tiene una sola entrada central enmarcada por una portada en cantera de forma de arco de medio punto y una sola ventana a su diestra, mientras que en la fachada sur están distribuidas 9 ventanas más.